# 체칠리 노르비
체칠리 노르비(Cæcilie Norby, 1964년 9월 9일 ~ )는 덴마크의 가수이다. 1990년대 중에 재즈로 전향하여 첫 솔로 앨범을 냈다.